# Cristian Buchrucker
Cristian Buchrucker (1945) és un historiador argentí.

## Biografia
Buchrucker, argentí nascut el 1945, va estudiar a la Universitat Nacional de Cuyo i a la Universitat Lliure de Berlín. Es va exercir com a docent de la Universitat Nacional de Cuyo i investigador del CONICET (Consell Nacional d'Investigacions Científiques i Tècniques). Va participar com a investigador a la Comissió per al Aclariment de les Activitats del Nazisme en l'Argentina (CEANA).
És autor de Nacionalismo y peronisme. La Argentina en la crisis ideológica mundial (1927-1955) (Nacionalisme i peronisme. L'Argentina en la crisi ideològica mundial 1927-1955)) (Ed. Sudamericana, 1987), El fascismo en el siglo xx: una historia comparada (El feixisme al segle xx: una història comparada) (Emecé, 2008), i El eterno retorno de los populismos. Un panorama mundial, latinoamericano y argentino (L'etern retorn dels populismes. Un panorama mundial, llatinoamericà i argentí) (Prometeo Libros, 2015), al costat de Nidia Carrizo de Muñoz i Norma Isabel Sánchez, entre altres obres, incloent la seva participació com a director en la trilogia El miedo y la esperanza (La por i l'esperança), formada pels volums «I. Els nacionalismes a l'Europa Centre-Oriental contemporània»,«II. De l'autodeterminació nacional a l'Imperi genocida: 1914-1945» i «III. Nacionalismes a l'europea».
També ha estat editor de Los proyectos de Nación en la Argentina. Modelos económicos, relaciones internacionales e identidad (Els projectes de Nació en l'Argentina. Models econòmics, relacions internacionals i identitat) (Edicon, 2014) al costat de Mario Rapoport, Beatriz Figallo i Noemí Brenta, compilador d'Argentina y la Europa del nazismo. Sus secuelas (Argentina i l'Europa del nazisme. Les seves seqüeles) (Siglo XXI Editora Iberoamericana, 2009) al costat d'Ignacio Klich, i director d'El mundo contemporáneo: Historia y problemas (El món contemporani: Història i problemes) (Biblios-Crítica, 2001) al costat de Julio Aróstegui i Jorge Saborido, entre d'altres participacions editorials.